# Classic Bites
Classic Bites è una raccolta della band tedesca Scorpions. La compilation contiene per lo più canzoni degli anni '90 ma è presente anche "In Trance" in una suggestiva e gradevole versione Live.

## Tracce
1. Crazy World - Scritta da Klaus Meine, Rudolf Schenker, James Douglas Vallance, Herman Rarebell. Pubblicata da Rondor Music Ltd. 1991 PolyGram Records Inc. (New York)
2. Alien Nation -  Scritta da Rudolf Schenker, Klaus Meine. Pubblicata da PolyGram International Publishing Inc. 1993 PolyGram Records Inc. (New York)
3. Tease Me Please Me - Scritta da Klaus Meine, Mathias Jabs, James Douglas Vallance, Herman Rarebell. Pubblicata da Rondor Music Ltd. 1990 PolyGram Records Inc. (New York)
4. No Pain No Gain - Scritta da Rudolf Schenker, Klaus Meine, Mark Hudson. Pubblicata da PolyGram International Publishing Inc./MCA Music Publishing/Beef Puppet Music. Produced by Bruce Earl Fairbairn, The Scorpions. 1993 PolyGram Records Inc. (New York)
5. In Trance (live) - Scritta da Klaus Meine, Rudolf Schenker. Pubblicata da RGS Music LTD. 1993 PolyGram records Inc. (New York)
6. Hit Between the Eyes
7. Under the Same Sun
8. Lonely Nights
9. Send Me an Angel
10. Ship of Fools
11. Restless Nights
12. Lust or Love
13. Don't Believe Her
14. Unholy Alliance
15. Kicks After Six
16. To Be With You in Heaven
17. Wind of Change